# Resolutie 620 Veiligheidsraad Verenigde Naties
Resolutie 620 van de Veiligheidsraad van de Verenigde Naties werd op 26 augustus 1988 unaniem aangenomen.

## Achtergrond
Tussen 1980 en 1988 waren Irak en Iran in een bloedige oorlog verwikkeld. Toen Iran begin 1982 de bovenhand haalde besloot het Irak — dat de oorlog was begonnen — binnen te vallen om er enkele heilige steden te veroveren. In Irak stootten ze echter op hevig verzet van een ingegraven vijand en het offensief mislukte. In 1983 ging Iran weer zwaar in de aanval, maar opnieuw zonder succes. Het gehavende Irak wilde terug vrede sluiten, maar Iran weigerde dat. De vastgelopen oorlog verplaatste zich onder meer naar de Perzische Golf. In 1984 viel Irak Iraanse olietankers aan, waarna Iran tankers aanviel die met Iraakse olie van Koeweit kwamen of van landen die Irak steunden. De meeste aanvallen werden door Iran uitgevoerd op Koeweitse tankers. In 1985-86 begon Irak zonder veel succes een offensief dat door Iran werd beantwoord door een tegenoffensief. Irak zette op grote schaal chemische en biologische wapens, in waarbij tienduizenden mensen omkwamen. Daarop ging Iran akkoord met resolutie 598.
Irak begon volgend op zijn succes nog een offensief, maar werd gestopt door Iran en ging vervolgens eveneens akkoord met de resolutie, waarmee de vrede op 20 augustus 1988 werd hersteld.

## Inhoud
De Veiligheidsraad:
- Herinnert aan resolutie 612.
- Heeft de rapporten van de missies die het gebruik van chemische wapens onderzochten overwogen.
- Is ontsteld over het besluit dat chemische wapens meer en meer ingezet werden tegen Iran.
- Is diep bezorgd over het gevaar van chemische wapens in de toekomst.
- Denkt aan de aan de gang zijnde onderhandelingen over het verbod van chemische wapens.
- Is vastberaden om alle gebruik van chemische wapens te beëindigen.

1. Veroordeelt het gebruik van chemische wapens tijdens het conflict tussen Iran en Irak.
2. Moedigt de secretaris-generaal aan om elke schending van het Protocol van Genève meteen te onderzoeken.
3. Roept alle landen op de uitvoer van chemische producten streng te controleren, zeker naar partijen in een conflict of als ze chemische wapens gebruikt hebben.
4. Besluit onmiddellijk maatregelen te overwegen als er door eender wie nog eens chemische wapens gebruikt worden.

## Verwante resoluties
- Resolutie 616 Veiligheidsraad Verenigde Naties
- Resolutie 619 Veiligheidsraad Verenigde Naties
- Resolutie 631 Veiligheidsraad Verenigde Naties (1989)
- Resolutie 642 Veiligheidsraad Verenigde Naties (1989)

Lijst ·  607 ·  608 ·  609 ·  610 ·  611 ·  612 ·  613 ·  614 ·  615 ·  616 ·  617 ·  618 ·  619 ·  620 ·  621 ·  622 ·  623 ·  624 ·  625 ·  626